# 4 Dywizja Kawalerii (RFSRR)
4 Dywizja Kawalerii (ros. 4-я кавалерийская дивизия) – związek taktyczny kawalerii Armii Czerwonej okresu wojny domowej w Rosji i wojny polsko-bolszewickiej.

## Formowanie i walki
Sformowana na przełomie 1918 i 1919 roku. Numer 4 otrzymała w marcu 1919. Początkowo walczyła w składzie 10 Armii, a od czerwca 1919 w Korpusie Konnym Budionnego.
Brała udział w walkach z Siłami Zbrojnymi Południa Rosji (gen. Denikinem i Mamontowem) na Ukrainie, następnie walczyła na Północnym Kaukazie. Przerzucona wraz z 1 Armią Konną na Front Południowo-Zachodni, uczestniczyła w bitwie pod Samhorodkiem. 15 czerwca 1920 starła się z polską 7 Dywizją Piechoty pod Horbulewem. 19 czerwca nie zdołała przełamać obrony polskiego 12 pułku piechoty pod Suszkami.

## Struktura organizacyjna
Organizacja dywizji w czasie I fazy walk na Ukrainie:
Dowództwo 4 Dywizji Kawalerii
- 1 Brygada Kawalerii 4 DK
  - 19 pułk kawalerii
  - 20 pułk kawalerii
- 2 Brygada Kawalerii 4 DK
  - 21 pułk kawalerii
  - 22 pułk kawalerii
- 3 Brygada Kawalerii 4 DK
  - 23 pułk kawalerii
  - 24 pułk kawalerii

## Żołnierze dywizji
Dowódcy dywizji
- Boris Dumienko (28 listopada 1918–24 marca 1919)
- Siemion Budionny (24 marca–6 sierpnia 1919)
- Oka Gorodowikow (8 sierpnia 1919–25 kwietnia 1920)
- Iwan Kosogow (p.o. 25 kwietnia–1 maja 1920)
- Dmitrij Korotczajew (p.o. 1 maja–18 czerwca 1920)
- Fiodor Letunow (p.o. 18 czerwca 1920–19 sierpnia 1920)
- Iwan Tiuleniew (p.o. 20–23 sierpnia 1920)
- Siemion Timoszenko (23 sierpnia–1 listopada 1920, następnie 23 listopada 1920–24 października 1921)
- Grigorij Maslakow (p.o. 1–23 listopada 1920)[3]

Komisarze
- Warfołomiej Nowicki (4 stycznia–15 maja 1919)
- Zajcew (1 kwietnia–4 maja 1919)
- Aleksiej Chazow (15–29 maja 1919)
- Nikołaj Musin (11 czerwca–6 sierpnia 1919
- Aleksandr Dietistow (7 września 1919–25 maja 1920)
- Gieorgij Donskoj/Donskow (25 maja–9 czerwca 1920)
- Wasilij (Walentin?) Bierłow (9 czerwca–22 września 1920)
- Siemion Graj (22 września 1920–30 maja 1921)[3]